# Колошин Анатолій Олександрович
Колошин Анатолій Олександрович (1917—2004) — радянський режисер, оператор і сценарист документального кіно. Народний артист РРФСР (1981). Лауреат Державної премії СРСР (1970, 1976).

## Біографічні відомості
Народ. 8 лютого 1917 р. Закінчив Всеросійський державний інститут кінематографії (1941). Був фронтовим кінооператором.
Здійснив натурні зйомки до фільму І. Савченка «Третій удар» (1948, у співавт. з О. Пищиковим і Ю. Разумовим).
З 1950 р. знімав документальне кіно, переважно в галузі міжнародної тематики («Тіні над Батьківщиною» (1954), «На вулицях Відня» (1957), «Сучасна Ефіопія» (1958), «За рампою — Америка» (1961), «Мексика, яку ми любимо» (спільно з Г. І. Кублицьким), «Парижани» (1966), «Майстерня на Темзі» (1967), «Чехословаччина, рік випробувань» (1969; премія. ВКФ, Держ. премія СРСР, 1970), «Австрія вчора, сьогодні, завтра» (1970), «ФРН: урок німецької» (1978) та ін.).